# Humphrey (kat)
Humphrey (circa 1988 — Londen, maart 2006) was een Britse kater. Van oktober 1989 tot 13 november 1997 bekleedde hij als opvolger van Wilberforce de functie van Chief Mouser to the Cabinet Office, officiële muizenvanger,  onder het bewind van Margaret Thatcher, John Major en Tony Blair. Enkele maanden na het aantreden van Blair ging hij met pensioen.

## Carrière
Humphrey begon zijn politieke loopbaan als zwerfkat. Toen hij ongeveer één jaar oud was, werd hij door een ambtenaar van het regeringskabinet aangesteld als officiële verantwoordelijke voor het vangen van muizen in Downing Street 10. Hij kreeg de titel Humphrey als verwijzing naar de ambtenaar Humphrey Appleby uit Yes, Minister, Thatchers favoriete televisieprogramma. Zijn budget bedroeg circa £ 100 per jaar, waarvan hij het merendeel aan voedsel besteedde. Hiermee kweet hij zich aanzienlijk zuiniger van zijn ambt dan de ongediertebestrijder van Downing Street, die een bezoldiging van £ 4000 per jaar ontving. Naast het vangen van muizen omvatte Humphreys portefeuille eveneens het vangen van ratten. Door de nabijheid van St. James's Park had hij een lastige opdracht, die hij evenwel zonder noemenswaardige incidenten vervulde.

## Gezondheidsproblemen en controverse
Volgens een interne mededeling van het kabinet uit november 1993 leed Humphrey toentertijd aan nierproblemen, die hem in het uitoefenen van zijn ambt belemmerden. De personeelsleden kregen hierop het verbod opgelegd, hem snoep toe te stoppen.
Humphrey kwam op 7 juni 1994 in opspraak door een artikel in The Daily Telegraph waarin hij beschuldigd werd van moord op drie jonge roodborstjes die asiel hadden verkregen in de lambrisering van een raam van John Majors ambtswoning. ʼs Anderendaags pleitte de premier hem echter vrij, en de journalist gaf toe dat zijn artikel de vereiste bronnen derfde. In september van datzelfde jaar werd hij nogmaals beschuldigd van de aanranding van een eend in St. James's Park.
In juni 1995 bleek Humphrey spoorloos verdwenen en men ging er in een persmededeling van 25 september van uit dat hij overleden was. Hij maakte niettemin een comeback; hij bleek namelijk vakantie te hebben genomen in het Royal Army Medical College, teneinde te herbronnen voor het nieuwe parlementaire jaar.

## Confrontatie met Cherie Blair
Volgens geruchten was Cherie Booth, de echtgenote van Tony Blair, allergisch voor katten of vond ze deze onhygiënisch. Kort na de verkiezingen van 1997, waarin Labour had gezegevierd, deden de Blairs hun best om het publiek gerust te stellen dat Humphrey op post zou mogen blijven; er werd een foto van hem en Cherie Blair vrijgegeven. Later gaf PR-verantwoordelijke Alastair Campbell evenwel toe dat hij Humphrey voor deze foto een kalmeermiddel had toegediend. 
In november 1997 vaardigde de hoofdverantwoordelijke van Humphrey, Jonathan Rees, een memo uit waarin hij opperde dat het tijd was dat Humphrey met pensioen ging en naar een bejaartentehuis verhuisde, met het oog op een betere behandeling van diens aanhoudende nierproblemen. Vermoed werd evenwel dat Cherie Blair achter de schermen op deze politiek tegenover de Chief Mouser had aangestuurd.

## Moordtheorie
Op 13 november 1997 verhuisde Humphrey naar een bejaard koppel in het zuiden van Londen. Dit was koren op de molen van de Conservatives, die aanvoerden dat hij acht jaar lang probleemloos in Downing Street had gefunctioneerd onder een conservatief bewind en reeds na een half jaar Labour het veld moest ruimen. Parlementslid Alan Clark eiste een verduidelijking omtrent Humphreys lot, daar hij de verdenking had dat hij geliquideerd was. Teneinde dit gerucht te ontkrachten, bracht het kabinet van de premier een aantal journalisten op 24 november 1997 naar een geheime locatie in Zuid-Londen, waar Humphrey gefotografeerd werd. Men merkte op dat hij verdikt was.

## Late loopbaan
Na zijn pensioen verdween Humphrey voor lange tijd van het toneel. The Daily Telegraph diende in 2005 een verzoek tot informatie omtrent zijn toestand in onder de Freedom of Information Act. Het aanvankelijke onderzoek leverde evenwel weinig op, en zijn persoonlijke verantwoordelijke gaf toe dat hij reeds zeven jaar niets meer van hem vernomen had; het gerucht verbreidde zich dat Humphrey dood was. Op 22 juli 2005 beweerde The Independent echter dat Humphrey gezond en wel was en in het zuiden van Londen woonde. Uiteindelijk maakte een persverantwoordelijke van Downing Street in maart 2006 bekend dat Humfrey een week voordien op achttienjarige leeftijd overleden was.
Het ambt van Chief Mouser bleef onbekleed tot september 2007, toen het werd ingevuld door Sybil. Zij werd door Alastair Campbell aangesteld, maar bekleedde de post slechts tot haar overlijden in juli 2009.